# محسن شریف
محسن شریف (زادهٔ ۵ آذر ۱۳۱۵ در بندر بوشهر روستای چاهکوتاه -۸ مهر ۱۳۹۵) نویسندهٔ ایرانی است.
او دارای فوق دیپلم معماری بوده و تحصیلات ابتدایی خود را در مدرسه سعادت بوشهر و دوران متوسطه را در مدارس دارالفنون، اسکندری و رضاشاه تهران گذراند. پدر او علی شریف (ملقب به میرزا علی معارف) رئیس ادارهٔ فرهنگ استان بوشهر در دههٔ ۱۳۱۰ خورشیدی بود. وی سرانجام در نیمه شب هشتم مهر ماه ۱۳۹۵ پس از مدت‌ها تحمل رنج بیماری سرطان در خانه شخصی خود در بوشهر درگذشت.

## آثار
رمان
- فصل‌های تکراری (انتشارات نوشتار ۱۳۶۹).
- آس نحس (انتشارات قلمرو ۱۳۷۷).
- سال‌های صبر (انتشارات نیم نگاه ۱۳۷۹).
- تب نوبه (انتشارات افراز، ۱۳۹۴).

مجموعه داستان
- ورار (انتشارات نیم‌نگاه ۱۳۸۱).